# 北峰街道
北峰街道是中华人民共和国福建省泉州市丰泽区下辖的一个街道，位于泉州中心市区西北部，境内有中国闽台缘博物馆和西湖公园，距泉州火车站、泉州软件园1公里。

## 行政区划
北峰街道办事处驻送客亭。北峰街道共辖11个社区，分别是：
北峰社区、拒洪社区、招丰社区、招贤社区、招集社区、招联社区、霞美社区、群峰社区、群石社区、群山社区和肖厝社区。

## 交通
- 福厦铁路：泉州站